# 江川 (海陽町)
江川（えがわ）は、徳島県海部郡海陽町を流れる二級河川である。

## 地理
海陽町奥浦の水源より太平洋に注ぐ。流域には海陽町立海部中学校や海陽町立海部小学校がある。すぐ側を徳島県道197号鞆奥港線が走っている。

## 流域の自治体
徳島県
海部郡海陽町